# Digital mediespelare
Digital mediespelare, också kallad DMP (av engelskans digital media player), är en apparat för medieanvändning i hushållet. Den används framför allt för att ladda ner musik eller TV från allmänna nätverk genom strömning.